# Abbazia territoriale della Santissima Trinità di Cava de' Tirreni
L'abbazia territoriale della Santissima Trinità di Cava de' Tirreni (in latino Abbatia Territorialis Sanctissimae Trinitatis Cavensis) è una sede della Chiesa cattolica in Italia suffraganea dell'arcidiocesi di Salerno-Campagna-Acerno appartenente alla regione ecclesiastica Campania. Nel 2023 contava 36 battezzati su 36 abitanti. È retta dall'abate Michele Petruzzelli, O.S.B.

## Territorio
La circoscrizione ecclesiastica comprende la sola abbazia. Rientra sotto la giurisdizione dell'abbazia territoriale anche il santuario di Maria Santissima Avvocata sopra Maiori.
L'abbazia sorge in collina, a circa 400 metri s.l.m., a 3 km dal centro dalla città di Cava de' Tirreni e a poca distanza dalla costiera amalfitana e dall'agro nocerino.
L'abbazia territoriale aveva anche giurisdizione sul territorio circostante, che il 20 agosto 2012, in forza di un decreto della Congregazione per i vescovi che ha avuto esecuzione il 19 gennaio 2013, è stato assegnato all'arcidiocesi di Amalfi-Cava de' Tirreni, che ha così acquisito le parrocchie delle frazioni di Corpo di Cava e di San Cesareo, nel comune di Cava de' Tirreni, e di Dragonea nel comune di Vietri sul Mare. Queste stesse tre parrocchie facevano già parte della diocesi di Cava de' Tirreni fino al 1979, quando, con un decreto della medesima Congregazione, erano state cedute all'abbazia.

### Collegio e scuola
Nel 1867 fu istituito il collegio San Benedetto e le scuole. Si cominciò con il liceo classico, pareggiato alle scuole governative nel 1894. A questo seguirono negli anni anche il liceo scientifico, le medie inferiori e le ultime classi delle elementari.
Oltre ai collegiali, le scuole furono aperte a semiconvittori (studenti che pranzano e rimangono a studiare nel pomeriggio in appositi locali con l'aiuto di professori) ed esterni (frequentano solo le scuole). Dal 1985 la frequenza alle scuole è stata aperta anche alle studentesse.

Il collegio e le scuole hanno sofferto la crisi della scuola cattolica italiana e così, dopo quasi un secolo e mezzo di storia, nel 1992 è stata chiusa la scuola elementare, successivamente nel 1994 la scuola media, nel 2002 è stato chiuso il collegio, il liceo classico nel 2003. Per ultimo nel 2005 è stato chiuso anche il liceo scientifico.

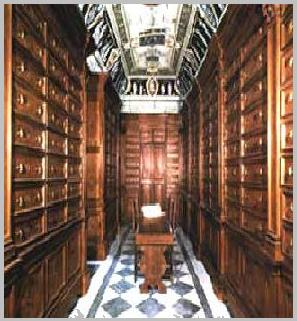
L'Archivio dell'abbazia della Santissima Trinità di Cava.

### Archivio abbaziale
La nascita dell'archivio dell'abbazia cavense risale al 1025, quando il principe Guaimario III di Salerno e suo figlio Guaimario IV concessero, con un diploma a sant'Alferio, la proprietà della grotta Arsicia con il circostante territorio. A partire da quel momento ebbe inizio la raccolta dei diplomi, bolle, privilegi, donazioni, lasciti testamenti tuttora custoditi.
Fino al XVI secolo gli atti dell'abbazia non erano facilmente rintracciabili all'interno dell'archivio. Non esisteva un inventario redatto in modo organico che consentisse di accedere immediatamente al documento desiderato. Fino a tutto il Cinquecento la struttura dell'archivio rimase misterioso fino a quando non si avvertì l'esigenza di riordinare in maniera sistematica i documenti.
Il primo ordinamento fu eseguito catalogando con criteri topografici terre, feudi e benefici vari. Va ricordata l'opera voluta dall'abate Manso e realizzata in gran parte del napoletano dom Agostino Venieri che, durante il governo abbaziale di Ambrogio Rastellini da Puppio, riordinò le serie archivistiche riponendo tutta la raccolta in 120 arche suddivise per topografia e toponomastica. In questo periodo fu assiduo frequentatore dell'archivio lo storico Giovanni Antonio Summonte autore della Historia della Città e Regno di Napoli.
Un nuovo riordino si rese necessario e fu iniziato durante l'abbaziato di don Tiberio Ortiz intorno all'anno 1779 e continuò sotto il governo dell'abate dom Raffaele Pasca che volle anche la ristrutturazione delle sale dell'archivio. Il riordino fu eseguito da Salvatore Maria Di Blasi e da Emanuele Caputo che tennero conto delle nuove tecniche archivistiche che andavano diffondendosi in vari paese europei. Nel 1808, l'archivio dell'abbazia fu salvato dallo smembramento, nonostante il decreto di Gioacchino Murat del 22 dicembre che istituiva a Napoli il Grande Archivio del Regno. In deroga al decreto fu stabilito che gli archivi delle abbazie di Montecassino, Cava e Montevergine continuavano ad esistere conservando ed accrescendo le biblioteche e gli archivi posseduti.
Dopo la restaurazione borbonica, l'archivio cavense, fu più volte sottoposto ad ispezioni da parte dei soprintendenti, mandati dal ministero degli interni, che mossero alcune osservazioni circa la tenuta e l'organizzazione dell'archivio; ciò non risultò gradito ai monaci cavensi e si innescò una lunga polemica tra il ministero dell'interno e l'abate Mazzacane che nel 1824 preferì rinunciare all'abbaziato. L'archivio fu così momentaneamente affidato a Gabriele Moccaldi e poi al nuovo archivista, il siciliano Ignazio Rossi. Si ritornò a rapporti normali tra l'abbazia ed il ministero quando, attenendosi alla legge del 1818, conformandosi al modello del grande Archivio napoletano, Ignazio Rossi nel 1839 propose, al soprintendente generale Antonio Spinelli, un nuovo progetto per la formazione dell'indice generale dell'archivio cavense.
Gli anni successivi, contrassegnati da fermenti politici, registrarono un momentaneo calo d'interesse per l'archivio cavense fino a quando, con la soppressione del 1866, l'abbazia di Cava venne dichiarata monumento nazionale.

#### Codex diplomaticus Cavensis

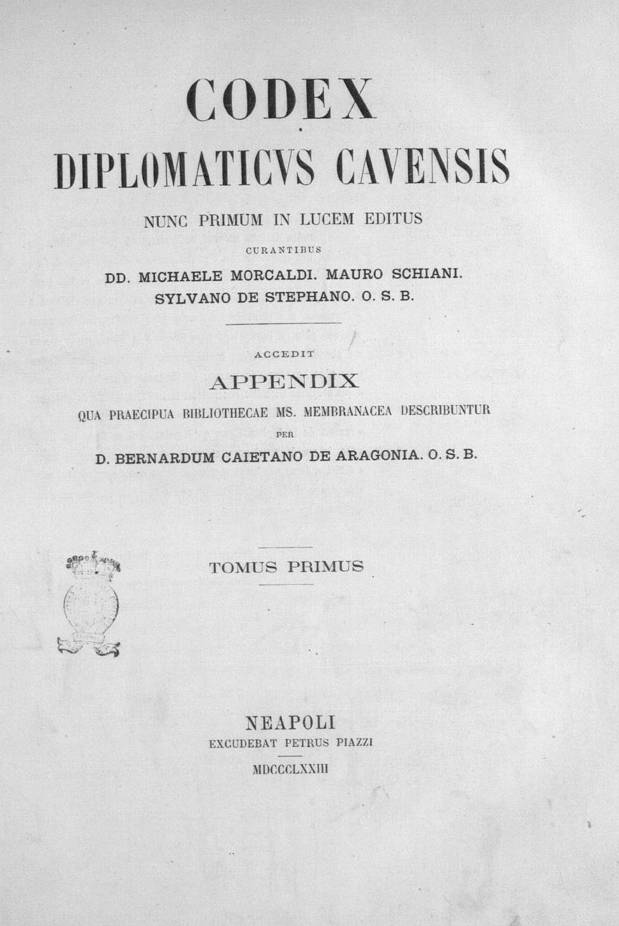
Codex diplomaticus cavensis, vol. I, frontespizio della prima edizione, Napoli 1873.

Nel 1873 è stato pubblicato il primo volume del Codex diplomaticus Cavensis, un progetto che prevede la pubblicazione integrale del materiale d'archivio. Interrotto nel 1893, con le stampe dell'ottavo volume, il progetto è ripreso circa un secolo dopo, nel 1984, quando ha visto la luce il IX volume, seguito dal X nel 1990. Il periodo cronologico coperto dai primi dieci volumi va dal 792 al 1080. Nel 2015 sono stati pubblicati, dopo quattro anni di lavoro, i volumi XI e XII che coprono il periodo 1081-1090.

## Storia

### 1011: La fondazione
Il fondatore dell'abbazia della Santissima Trinità della Cava fu sant'Alferio Pappacarbone, nobile salernitano di origine longobarda formatosi a Cluny, che nel 1011 si ritirò sotto la grande grotta Arsicia alle falde del monte Finestra nell'attuale territorio del comune di Cava de' Tirreni, per trascorrervi vita eremitica. Ma Alferio non rimase solo, presto la sua santità attrasse in quel luogo numerosi discepoli, tanto da indurlo ad erigere, sul piano scosceso tra la grotta ed il fiume Selano, una chiesa di discrete dimensioni, e costruire ad occidente della medesima, utilizzando anche fabbriche preesistenti, un piccolo monastero, il nucleo originale dell'odierna abbazia. Le originarie costruzioni e le tracce di fabbriche romaniche risalenti al I secolo d.C. sono ancora in parte visibili nei sotterranei dell'attuale basilica.

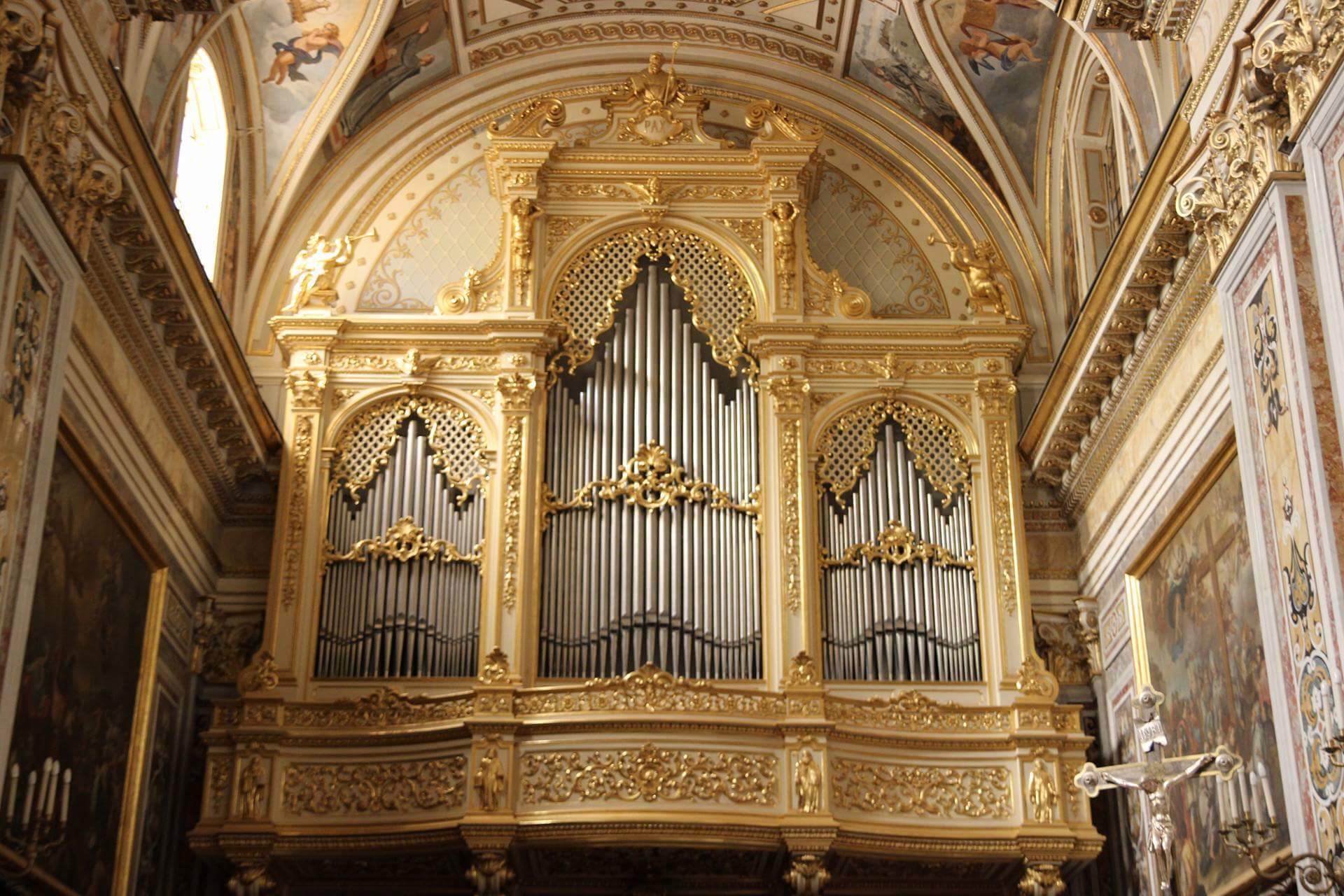
Il prospetto principale dell'organo a canne.

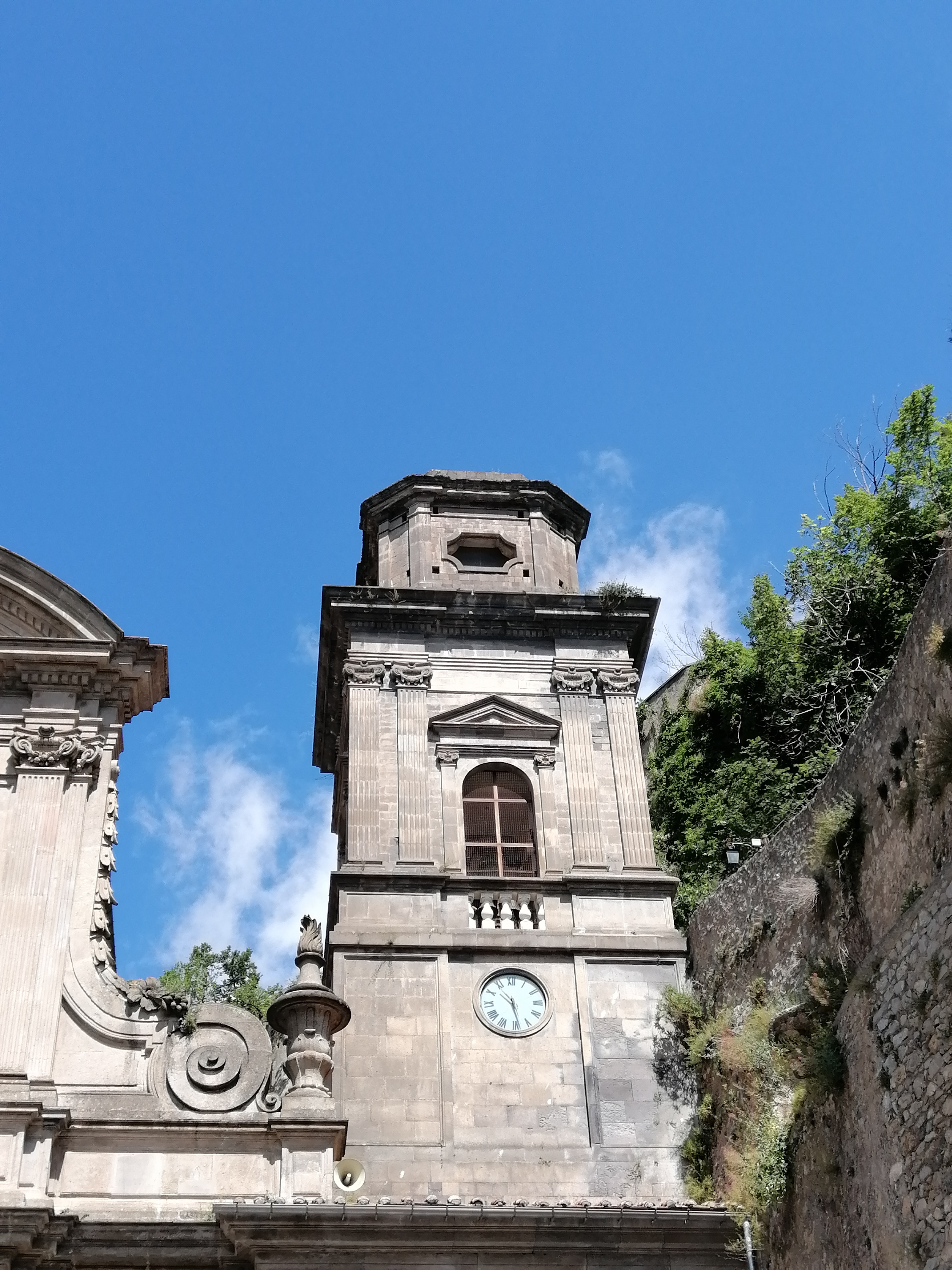
Parte superiore del campanile con orologio.

La fondazione del nucleo monastico è fatta però risalire all'anno 988, perché Alferio non fu il primo abitatore della grotta. Nella grotta Arsicia già dal 988, il monaco di Montecassino Liuzio, detto anche Leone da Ostia, di ritorno da un pellegrinaggio in Palestina, vi aveva soggiornato per qualche tempo.
Nel 1025, Alferio aveva da poco terminata la chiesa, quando il principe Guaimario III di Salerno e suo figlio Guaimario IV con un diploma donarono alla nuova comunità la zona boschiva e le terre coltivate tutte intorno alla grotta Arsicia tra il fiume Selano e i due rigagnoli suoi affluenti Sassovivo e Giungolo. Con lo stesso diploma fu conferito alla comunità monastica, tra gli altri privilegi, l'esenzione dalle imposte e la libera designazione degli abati da parte del predecessore o, per elezione, dalla comunità stessa.

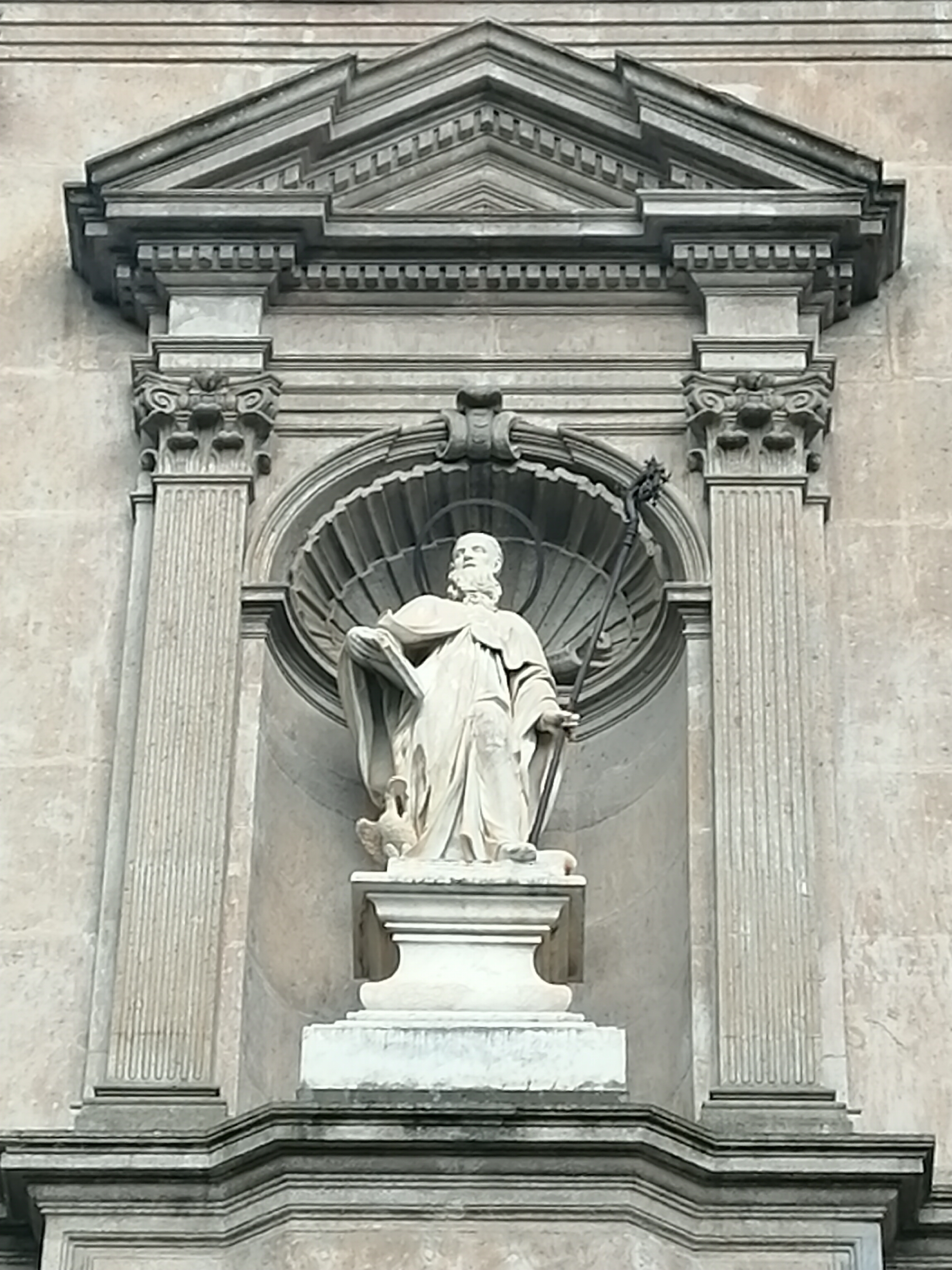
Nicchia della statua in marmo bianca di San Benedetto Da Norcia, collocata nella facciata dell'abbazia dopo essere stata scolpita dallo scultore Antonio De Medico nella seconda metà del XVIII secolo.

### XI-XIII secolo: I Santi Abati
I primi tre secoli di storia furono splendidi e si accompagnarono con la santità: i primi quattro abati sono stati riconosciuti santi dalla Chiesa ossia Alferio, Leone I, Pietro I e Costabile, come beati furono riconosciuti Simeone, Falcone, Marino, Benincasa, Pietro II, Balsamo, Leonardo e Leone II.
Tra di essi si distinse san Pietro I, nipote di Alferio, che ampliò notevolmente il monastero e fondò una potente congregazione monastica, l'Ordo Cavensis (Ordine di Cava), con centinaia di chiese e monasteri dipendenti sparsi in tutta l'Italia meridionale. In tal modo essa estese la sua influenza spirituale e temporale in tutto il Mezzogiorno d'Italia, grazie anche al favore dei principi salernitani che la fecero oggetto della loro benevolenza. Furono più di 3000 i monaci a cui l'abate Pietro diede l'abito. Papa Urbano II, che lo aveva conosciuto a Cluny, nel 1092 visitò l'Abbazia e ne consacrò la basilica.
I principi e signori, oltre ad offrire feudi, beni e privilegi, donarono all'abbazia o la proprietà o il diritto di patronato su chiese e monasteri. I vescovi ambivano di avere nelle loro diocesi i Cavensi per il bene che vi operavano. I papi, oltre la conferma delle donazioni, concessero il privilegio dell'esenzione. In questo modo l'abate di Cava de' Tirreni finì per avere una giurisdizione spirituale, dipendente solo dal Papa, sulle terre e sulle chiese di cui la Badia aveva la proprietà. Da parte sua Cava costituiva per i papi un caposaldo di cui potevano fidarsi pienamente, tanto da affidarle in custodia alcuni antipapi.

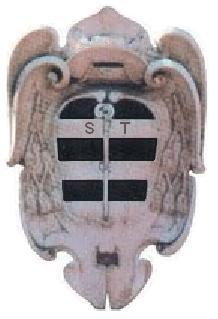
Stemma sul portale d'ingresso dell'Abbazia Santissima Trinità di Cava De' Tirreni.

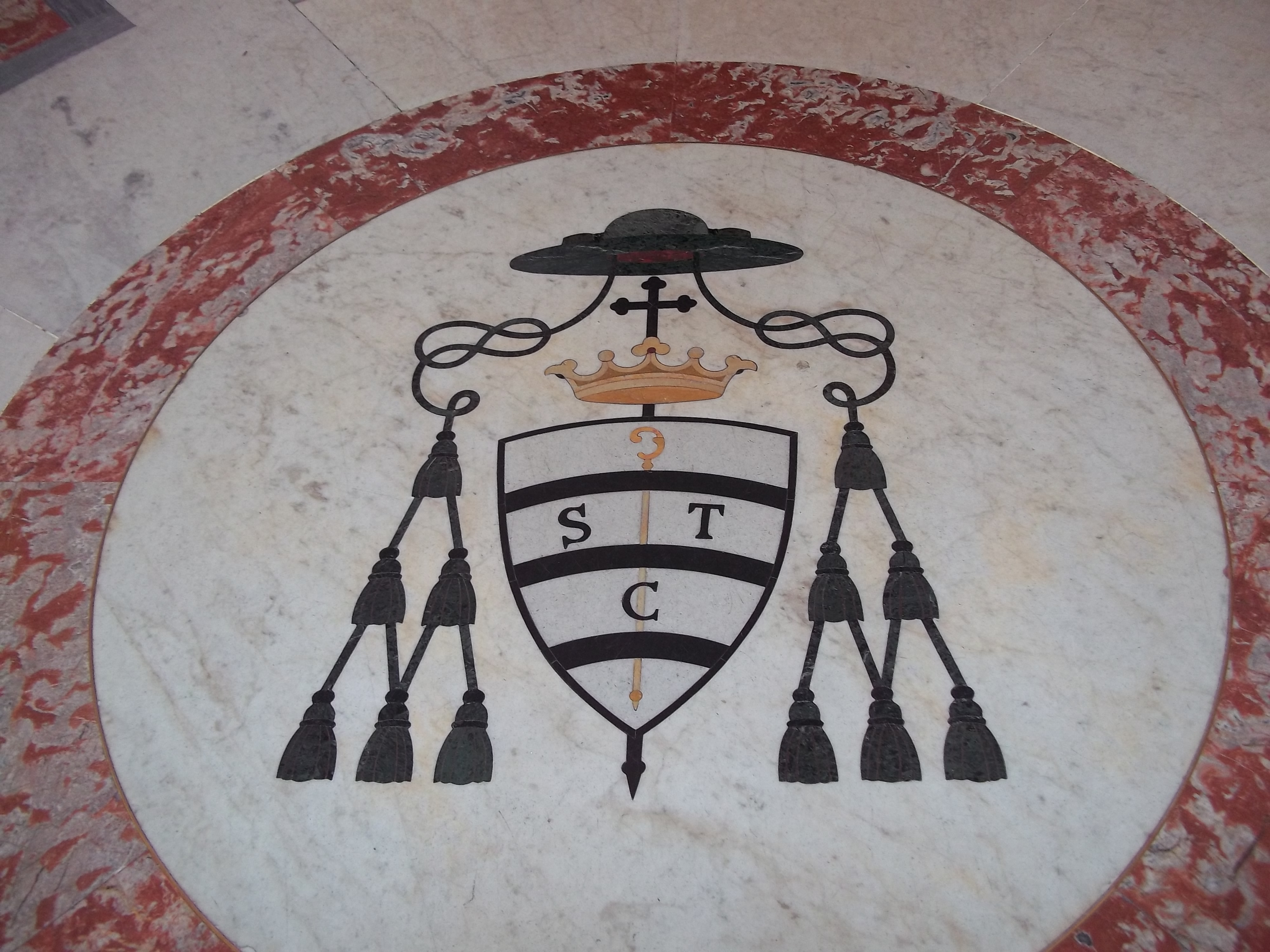
Stemma interno al pavimento porterìa dell'Abbazia Santissima Trinità di Cava De' Tirreni.

### XIV-XV secolo: L'abbazia nel periodo della commenda cardinalizia
Il XIV secolo rappresenta per la comunità monastica un periodo di ripiegamento su sé stessa. Fu particolarmente curata la difesa e l'amministrazione dei beni temporali, furono prodotte splendide opere d'arte, ma l'incidenza dell'azione spirituale e sociale della badia, anche a causa dei rivolgimenti politici, si esaurì quasi del tutto.

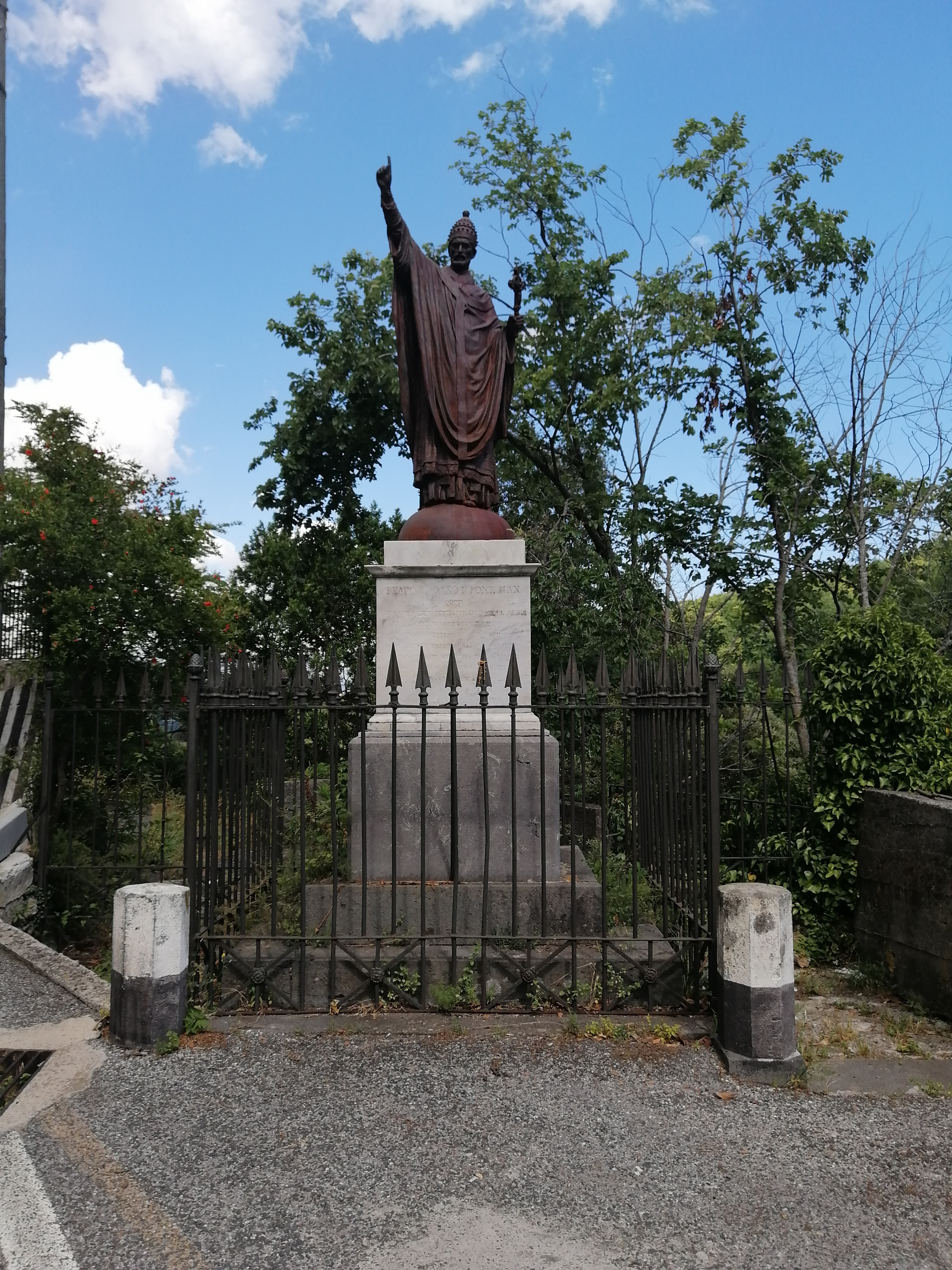
Statua in metallo di papa Urbano II realizzata nel 1892 e posta su un piedistallo in marmo con una lapide descrivente il suo passaggio presso l’abbazia di Cava de' Tirreni, avvenuto nel settembre del 1092.

Il 7 agosto 1394 papa Bonifacio IX aveva conferito il titolo di città alla terra de La Cava, elevandola a diocesi.''porterìa''
Il monastero, non venne più governato da un abate, ma da un priore sottoposto al vescovo e la comunità dei monaci formava il capitolo della cattedrale. Il vescovo che doveva essere un secolare, godeva di tutti i privilegi e di tutti i diritti di un abate regolare sull'abbazia cavense e doveva risiedere alla Badia, la cui chiesa venne dichiarata cattedrale della nuova diocesi.
Un nuovo rivolgimento la Badia lo visse nel 1431, quando l'abate Angelotto Fosco fu elevato alla dignità cardinalizia e volle comunque ritenere in commenda, percependone le rendite, l'abbazia e la diocesi cavense. Iniziò, così, il periodo degli abati commendatari.
L'abbazia fu tenuta in commenda per oltre settant'anni da abati che non risiedevano abitualmente nel monastero, che affidavano a vicari generali; in alcuni casi i vicari erano anche insigniti di carattere episcopale. Dal 1457 al 1459 fu vicario generale dell'abate commendatario Ludovico Scarampi, Niccolò Forteguerri, imparentato con papa Pio II, che aveva per madre una Vittoria Forteguerri.
Nei primi anni i vicari curarono l'amministrazione dei beni e riuscirono a migliorare la gestione dei possedimenti monastici impostata nel 1359 dall'abate Mainiero. La maggior parte dei contratti agrari a medio termine stipulati per la concessione in uso dei propri fondi erano del tipo ad complantandum (pastinato) e per tale motivo con il passare degli anni alcuni possedimenti, come quelli del priorato di Santa Maria di Cursosimum nei pressi di Noja, si ridussero.
Negli anni successivi, i fiduciari iniziarono ad utilizzare una nuova forma contrattuale che veniva chiamata pastinatio ad medietatem (una sorta di sottospecie della mezzadria), con cui l'abbazia percepiva la metà dei frutti del terreno, che poteva essere in parte corrisposta in denaro. Ma le cose non andarono meglio. A causa della difficoltà che si riscontravano per il trasporto delle merci al monastero, spesso le derrate venivano valutate in denaro. L'affittuario il più delle volte riusciva a pagare meno del dovuto, raggirando il fiduciario del commendatario, che non conoscendo bene l'entità dei terreni dati in affitto,
era portato a credere che la diminuzione di quanto gli veniva corrisposto era in relazione alla scarsità del raccolto. E così, anno dopo anno, le rendite del monastero tendevano a diminuire.
Il problema dei minori introiti fu però ben presto arginato sottoponendo a maggiore rigore la verifica dei cespiti, dei redditi e l'esazione dei crediti. I registri redatti durante il governo dei commendatari servirono come veri e propri strumenti di controllo. Risale al periodo del cardinale Scarampi, presumibilmente all'anno 1459, il Liber censum Cavæ contenente la registrazione di una serie di cespiti, con le relative entrate annuali, dislocati nella valle metelliana e classificati per zone omogenee. Un vero e proprio libro dei censi e dei redditi, il Primum regestrum et Inventarium domini Joannis de Aragonia, fu invece scritto da Tommaso de Lippis commissario e procuratore del monastero sotto il governo del commendatario Giovanni d'Aragona.
Quando nel 1485 papa Innocenzo VIII conferì la commenda al cardinale Oliviero Carafa, l'abbazia della Santissima Trinità aveva ormai perso il suo antico splendore di virtù e di santità. Nel monastero, nei priorati, nelle parrocchie e nelle chiese più remote i pochi monaci rimasti vivevano senza il rispetto della regola in assoluta libertà ed autonomia. Per l'abbazia della Santissima Trinità de La Cava, così come era già successo per tanti altri monasteri che da tempo versavano nelle stesse condizioni miserande, si rese necessario riformare la regola cenobitica. Il cardinale Oliviero Carafa decise di rinunciare alla commenda e riportò nel monastero benedettino la vita claustrale regolare. Pertanto, il 10 aprile 1497 con bolla di papa Alessandro VI, il monastero cavense fu unito al movimento monastico riformato della Congregazione di Santa Giustina di Padova (detta poi Cassinese). Dopo quasi un secolo di miserie così cessò di esistere l'Ordo Cavensis.

### L'unione contrastata dell'abbazia alla Congregazione di Santa Giustina

Frontespizio degli atti del sinodo celebrato dall'abate Angelo nel 1628.

L'annessione dell'abbazia cavense alla Congregazione di Santa Giustina fu in un primo momento voluta ma poi contrastata dal popolo di Cava. I monaci, che avevano ritenuto la giurisdizione episcopale cavense voluta da Papa Bonifacio IX la principale causa dei propri mali, furono essi stessi a chiedere al cardinale Oliviero Carafa di includere, nelle clausole che andava a stipulare per il passaggio dell'abbazia alla congregazione di Santa Giustina, oltre alla sua rinunzia alla commenda, anche la soppressione, alla sua morte, della giurisdizionale del vescovato di Cava.
I monaci della congregazione, guidati da dom Bessarione da Cipro, partendo dal monastero di San Severino e Sossio di Napoli, presero possesso dell'abbazia cavense.
Ma non fu un possesso pacifico, l'unione fu contrastata da più parti. La Vicaria di Napoli, si intromise sistematicamente nella gestione temporale dell'abbazia mentre, la università della Città de La Cava, che non aveva gradito la clausola della soppressione del vescovato perché ritenuta lesiva del proprio prestigio e diritto della urbs episcopalis cavensis, nel dicembre del 1503, insorgeva contro i monaci.
Il contrasto esplose quando l'abate Michele di Tarsia si rifiutò di riconoscere l'impegno in precedenza assunto dall'abate Arsenio di far erigere un nuovo vescovato cavense costituendone la relativa mensa. L'abate Michele ottenne anche dal Papa Giulio II la dichiarazione di revoca e nullità dell'accordo precedentemente stabilito tra l'abate Arsenio e la università de La Cava.
Ma i cavesi non si rassegnarono. Il 6 marzo 1507, Mercoledì delle Ceneri, la popolazione capeggiata da Ferdinando Castriota, dalla famiglia Longo e da altri esponenti della università, prendendo a pretesto alcune questioni di pascoli e sfruttamento di boschi sorte con i benedettini, fece irruzione nel monastero e mise a saccheggio le celle e l'appartamento dell'abate. I monaci si rifugiarono nel priorato di Sant’Angelo in Grotta a Nocera Inferiore, mentre la chiesa dell'abbazia venne affidata a dei preti diocesani.
Il Nunzio apostolico a Napoli cardinale Niccolò Fieschi, dopo circa 15 giorni, rimise i religiosi nel possesso della badia e scomunicò i cavesi.

### XVI-XVIII secolo: la rinascita
Nel corso dei secoli XVI-XVIII l'abbazia fu rinnovata anche architettonicamente. L'abate dom Giulio De Palma ricostruì la chiesa, il seminario, il noviziato, e varie altre parti del monastero, ma rimangono ancora cospicui elementi medievali. Importante l'archivio, con circa 15000 pergamene dall'VIII al XIX secolo e la biblioteca che raccoglie, tra l'altro, preziosi manoscritti e incunaboli.

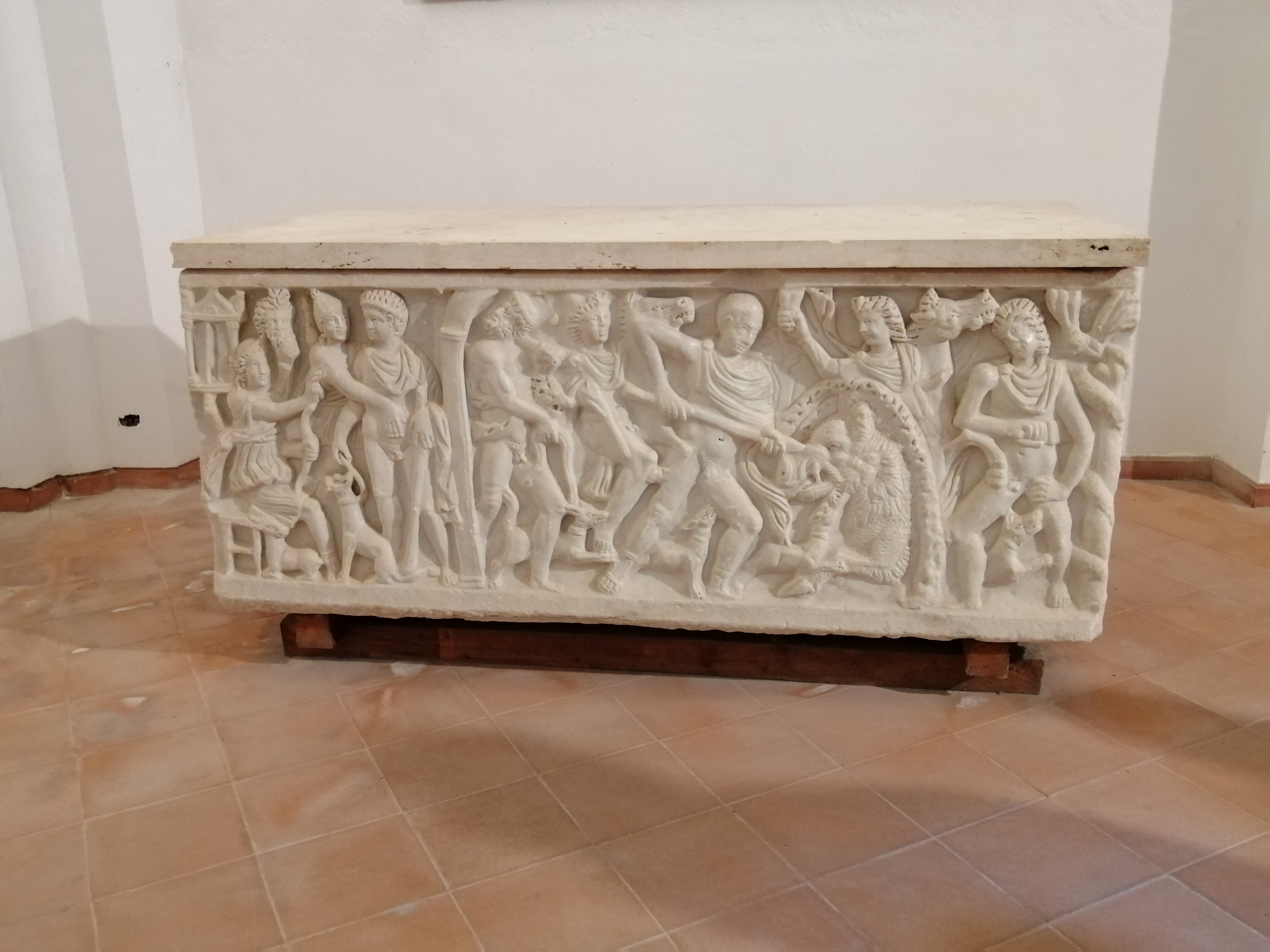
Sarcofago funerario in pietra riccamente decorato del III-IV secolo, conservato all’interno dell’Abbazia di Cava De’ Tirreni (Sa).

### XIX-XXI secolo: le soppressioni, la restaurazione, il ridimensionamento territoriale
La soppressione napoleonica, per merito dell'abate don Carlo Mazzacane, passò senza arrecare gravi danni alla badia: 25 monaci rimasero a guardia dello Stabilimento (tale fu il titolo dato all'abbazia) e il Mazzacane ne fu il direttore. La restaurazione, dopo la caduta di Napoleone, portò a un rinnovamento dello spirito religioso.
In seguito alla legge di soppressione del 7 luglio 1867, la Badia fu dichiarata "Monumento Nazionale" e affidata in custodia pro tempore alla comunità monastica salvandosi, in questo modo, dalla rovina a cui andarono incontro tante altre illustri abbazie italiane.
Nel 1972 il territorio dell'abbazia si ridusse per la cessione delle 21 parrocchie site nella provincia di Salerno e l'unica (Tramutola di cui gli abati erano stati anche i feudatari) in provincia di Potenza alla cura dei vescovi locali.
L'abbazia territoriale subì un'ulteriore ristrutturazione nel 1979, quando il suo territorio fu ridotto a solo 4 parrocchie, con annessa la gestione dei santuari di Maria Santissima Avvocata sopra Maiori, dell'Avvocatella in San Cesareo e di San Vincenzo Ferreri in Dragonea.
In forza del decreto Sanctissimae Trinitatis Cavensis della Congregazione per i Vescovi del 20 agosto 2012 le parrocchie delle frazioni di Corpo di Cava e di San Cesareo nel comune di Cava de' Tirreni e quella della frazione di Dragonea nel comune di Vietri sul Mare sono passate sotto la giurisdizione dell'arcidiocesi di Amalfi-Cava de' Tirreni. Il decreto ha avuto esecuzione il 19 gennaio 2013. Rimane alla comunità monastica, oltre alla cura della cattedrale monastica, anche la cura del santuario della Madonna Avvocata sopra Maiori, di proprietà della badia.

### Il potere temporale dell'Abbazia, feudi e dipendenze
Dalla sua fondazione ai giorni nostri l'abbazia ha svolto un ruolo fondamentale nelle vicende sociali civili e religiose di molti centri dislocati nel mezzogiorno d'Italia dove estendeva il suo dominio diretto.
L'Ordo Cavensis, al massimo della propria potenza, aveva fittissime diramazioni in Basilicata, Calabria, Puglia, Campania e perfino a Roma. Secondo il monaco benedettino Paul Guillaume, storico ed archivista dell'abbazia nel secolo XIX, appartenevano all'ordine cavense almeno 77 abbazie, 100 priorati, 20 monasteri, 10 obbedienze, 273 chiese.
Come ordinari immediatamente soggetti alla Santa Sede, gli abati ebbero piena giurisdizione episcopale su molti centri del salernitano, Capograssi (ora frazione di Serramezzana), Capolicchio (ora Cannicchio frazione di Pollica), Casalicchio (ora Casal Velino), Castellabate, Marittima Agnone, Matonti (ora frazione di Laureana Cilento), Ogliastro, Perdifumo, Pertosa, Polla, Roccapiemonte, Santa Barbara (ora frazione di Ceraso), Santa Lucia (ora frazione di Sessa Cilento), San Mango, Serramezzana, Tramutola, su alcune chiese di Salerno, Santa Maria de domno, Sant'Angelo a Caprullo, e sulla chiesa di Sant'Angelo in Grotta di Nocera Inferiore e di San Giovanni a mare di Minori.
Gli abati svolsero anche funzioni nella vita politica, sociale ed economica delle comunità controllate con profonde ripercussioni nei rapporti con le popolazioni locali. L'abbazia, nei vasti possedimenti feudali, spesso fu molestata nella sua gestione civile e religiosa sia dai potenti di turno che dai propri vassalli.
Da ciò trasse origine l'inquietudine che caratterizzò più di una volta nei secoli passati i rapporti tra i monaci ed i propri vassalli.
Singolare è stata l'antitetica correlazione odio-amore tra l'abbazia e la città de La Cava che, orgogliosi della loro demanialità, ricorrevano spesso alla Regia Camera della Sommaria per non essere molestati per il pagamento di tributi che ritenevano esosi o non dovuti. Non era soltanto il prestigio e l'orgoglio a contrapporre i cavesi all'abbazia della SS. Trinità. Al fondo delle questioni vi era un complesso d'interessi, diritti, privilegi e immunità. È appena il caso di ricordare quanto già sopra riferito, per questione di pascoli e foreste, il 6 marzo 1507 mercoledì delle Ceneri, i cavesi insorsero e si ribellarono al dominio dell'abbazia, fecero irruzione nel monastero saccheggiando le celle dei monaci e l'appartamento dell'abate.
Il monastero fino alla fine dell'Ottocento raccolse tra i suoi membri quasi esclusivamente esponenti dell'aristocrazia e si fregiava degli appellativi di "sacro e reale". Gli abati invece si fregiavano del titolo di barone di Tramutola.

## Descrizione

Basilica cattedrale Santissima Trinità di Cava, ambone del XII secolo.

La Basilica, costruita nell'XI secolo dall'abate san Pietro Pappacarbone e consacrata dal papa Urbano II il 5 settembre 1092, fu completamente ricostruita nel XVIII secolo su disegno di Giovanni del Gaizo. Dell'antica basilica restano l'ambone cosmatesco del XII secolo e la cappella dei Santi Padri, ristrutturata e rivestita di marmi policromi nel 1641. Le altre cappelle custodiscono il paliotto marmoreo dell'XI secolo, le sculture di Tino di Camaino ed il pavimento in maiolica del XV secolo. Tra i dipinti che si conservano in chiesa, vi è anche una pala con il Crocifisso, opera del fiorentino Girolamo Macchietti. L'organo a canne costruito nel 1927 da Balbiani Vegezzi-Bossi, con 3595 canne, è posto in una cassa neobarocca disegnata dal monaco Raffaele Stramondo.
Il chiostro del XIII secolo, situato sotto la roccia incombente, si compone di colonnine binate di marmi vari con capitelli romanici e archi rialzati.
La sala del Capitolo Antico adiacente al chiostro, gotica, del XIII secolo, accoglie sarcofagi ed affreschi di epoche diverse. L'altra sala del capitolo contiene elementi diversi: schienali lignei del 1540, affreschi alle pareti del 1642, pavimento in piastrelle maiolicate del 1777, soffitto del 1940 affrescato dal monaco dom Raffaele Stramondo.
Adiacenti sono anche il cimitero longobardo, una cripta del XII secolo su colonne del IX-X secolo e pilastri cilindrici in muratura, di effetto assai suggestivo e la cappella di S.Germano del 1280.

## Cronotassi degli abati
Si omettono i periodi di sede vacante non superiori ai 2 anni o non storicamente accertati.

### Abati
- Sant'Alferio † (1011 - 12 aprile 1050 deceduto)
- San Leone I † (12 aprile 1050 - 12 luglio 1079 deceduto)
- San Pietro I † (12 luglio 1079 - 4 marzo 1122 deceduto)
- San Costabile † (4 marzo 1122 - 17 febbraio 1124 deceduto)
- Beato Simeone † (4 marzo 1124 - 16 novembre 1140 deceduto)
- Beato Falcone † (16 novembre 1140 - 6 giugno 1146 deceduto)
- Beato Marino † (9 luglio 1146 - 15 dicembre 1170 deceduto)
- Beato Benincasa † (31 gennaio 1171 - 10 gennaio 1194 deceduto)
- Ruggiero † (marzo 1194 - ottobre 1194)
- Beato Pietro II † (gennaio 1195 - 13 marzo 1208 deceduto)
- Beato Balsamo † (13 marzo 1208 - 24 novembre 1232 deceduto)
- Beato Leonardo † (13 dicembre 1232 - 18 agosto 1255 deceduto)
- Tommaso † (18 agosto 1255 - 24 marzo 1264 deceduto)
- Giacomo † (aprile 1264 - 1º luglio 1266 deposto)
- Amico o Americo † (luglio 1266 - 23 gennaio 1268 deceduto)
- Beato Leone II † (25 gennaio 1268 - 19 agosto 1295 deceduto)
- Rainaldo † (25 agosto 1295 - 10 settembre 1300 dimesso)
- Roberto † (10 gennaio 1301 - 20 ottobre 1311 deceduto)
- Bernardo † (novembre 1311 - novembre 1316 dimesso)
- Filippo De Haya † (dicembre 1316 - dicembre 1331 deceduto)
- Gottardo † (gennaio 1332 - settembre 1341 deceduto)
- Maynerio † (2 ottobre 1340 - settembre 1366 deceduto)
- Golferio † (settembre 1366 - gennaio 1374 deceduto)
- Antonio † (febbraio 1374 - 1383 deceduto)
  - Pietro † (1379 - 1379 deposto)
  - Riccardo de Ruggiero † (1379 - 1383) (amministratore reggente)
- Ligorio Maiorino † (1383 - 7 agosto 1394 nominato arcivescovo di Salerno)

### Vescovi de La Cava e abati della Santissima Trinità
- Francesco de Aiello † (13 agosto 1394 - 30 dicembre 1407 nominato vescovo di Todi)
- Francesco Mormile † (30 dicembre 1407 - 1419 deceduto)
- Sagace dei Conti (de Comitibus) † (13 novembre 1419 - 4 febbraio 1426 nominato vescovo di Carpentras)
- Angelotto Fosco † (22 maggio 1426 - 12 settembre 1444 deceduto) (dal 1431 abate commendatario)
- Ludovico Scarampi Mezzarota † (13 settembre 1444 - 22 marzo 1465 deceduto) (abate commendatario)
- Giovanni d'Aragona † (1465 - 17 ottobre 1485 deceduto) (abate commendatario)
- Oliviero Carafa † (1485 - 15 aprile 1497 dimesso) (abate commendatario)

### Abati territoriali
- Arsenio da Terracina † (1497 - 1498)
- Paolo da Milano † (1498 - 1499)
- Giustino da Taderico-Harbès † (1499 - 1501)
- Vincenzo De Riso † (1501 - 1503)
- Giustino da Taderico-Harbès † (1503 - 1504) (per la seconda volta)
- Michele Tarsia † (1504 - 1506)
- Benedetto da Vicenza † (1506 - 1507)
- Paolo da Milano † (1507 - 1511) (per la seconda volta)
- Crisostomo D'Alessandro † (1511 - 1517)
- Gerolamo da Lodi † (1517 - 1518)
- Vincenzo Capriano † (1518 - 1519)
- Luca da Vercelli † (1520 - 1521)
- Crisostomo D'Alessandro † (1521 - 1522) (per la seconda volta)
- Luca da Vercelli † (1522 - 1523) (per la seconda volta)
- Giulio Lomellino † (1523 - 1524)
- Ilario de Rhodobio † (1524 - 1528)
- Gerolamo Guevara † (1528 - 1533)
- Andrea de Miro † (1533 - 1535)
- Zaccaria Bagarotti † (1535 - 1536)
- Gerolamo Guevara † (1536 - 1538) (per la seconda volta)
- Giovanni Evangelista de Rasponis † (1538 - 1539)
- Andrea de Miro † (1539 - 1540) (per la seconda volta)
- Gerolamo Guevara † (1540 - 1543) (per la terza volta)
- Sigismondo de Hippolytis † (1543 - 1544)
- Nicola de Punzo † (1544 - 1549)
- Pellegrino Dell'Erre[10] † (1549 - 1550)
- Gerolamo Guevara[10] † (1550 - 1552) (per la quarta volta)
- Angelo de Faggiis detto il Sangrino † (1552 - 1555)
- Bernardo d'Adamo † (1555 - 1560)
- Bernardo de Jadra † (1560 - 1563)
- Bernardo d'Adamo † (1563 - 1565) (per la seconda volta)
- Adriano da Napoli † (1565 - 1567)
- Dieudonné dalla Valtellina † (1567 - 1568)
- Desiderio de Hippolytis † (1568 - 1570)
- Bernardo d'Adamo † (1570 - 1571) (per la terza volta)
- Gerolamo Caracciolo † (1571 - 1572)
- Bernardo Ferraiolo † (1572 - 1573)
- Filippo Scannasorice † (1573 - 1574)
- Desiderio de Hyppolitis † (1574 - 1575) (per la seconda volta)
- Angelo de Faggiis detto il Sangrino † (1575 - 1575) (per la seconda volta)
- Desiderio de Hyppolitis † (1575 - 1577) (per la terza volta)
- Eleuterio da Belluno † (1577 - 1578)
- Pietro Paolo Canosi † (1578 - 1578)
- Nicola Raccagnasco † (1578 - 1582)
- Filippo Scannasorice † (1582 - 1586) (per la seconda volta)
- Michele Abriani † (1586 - 1586)
- Tiburcio da Bressanone † (1586 - 1588)
- Vittorino Manso † (1588 - 1592)
- Teofilo da Mantova † (maggio 1592 - 26 novembre 1592)
- Ambrogio Rastellini † (maggio 1593 - 1597)
- Zaccaria Eusebio † (1597 - 1598)
- Ilario di Busseto † (1598 - 1600)
- Gregorio Casamatta † (1600 - 1602)
- Alfonso Villagaut † (1602 - 1603)
- Ignazio de Turturicio † (1603 - 1603)
- Alessandro de Pochipannis † (1603 - 1606)
- Bernardo Serafini † (1606 - 1606)
- Lorenzo Pacifico † (1606 - 1611)
- Alessandro Ridolfi † (1611 - 1613)
- Fabiano de Lena † (1613 - 1615)
- Severino Pagano † (1615 - 1616)
- Ignazio Coppola † (1617 - 1621)
- Pietro Paolo de Mauro † (1621 - 1622)
- Giuseppe Volpicella † (1622 - 1627)
- Angelo Grassi † (1627 - 1630)
- Giulio Vecchioni † (1630 - 1633)
- Silvestro Civitella † (1634 - 1636)
- Severino de Fusco † (1636 - 1640)
- Gregorio Lottieri † (1640 - 1642)
- Vittorino Scherillo † (1642 - 1646)
- Giuseppe Lomellino † (1646 - 1651)
- Ignazio Bartilotti † (1652 - 1655)
- Flaminio Altomari † (1655 - 1661)
- Tommaso Cesarano † (1661 - 1662)
  - Giuseppe Pino † (1662 - 1663) (priore)[11]
- Mauro Cesarini † (1663 - 1665)[12]
- Onorato Scaramuzza † (1665 - 1667)
- Severino Melazzo † (1667 - 1668)
- Gregorio Ricciardetto † (1668 - 1670)
- Severino Boccia † (28 aprile 1671 - 19 maggio 1677)
- Agostino de Amicis † (1677 - 1683)
- Domenico de Quadra † (1683 - 1684)
- Giovita Messina † (1684 - 1690)
- Bernardo Pasca † (1690 - 1696)
- Luigi de Bonis † (1696 - 1698)
- Arcangelo Ragosa † (1699 - 1705)
- Giacomo Perez Navarrete † (1705 - 1711)
- Placido de Balzo dei duchi di Caprigliano † (1711 - 1716)
- Giovanni Battista Pennese † (1716 - 1723)
- Massimo Albrizi † (1723 - 1729)
- Filippo Maria de Pace † (1729 - 1735)
- Placido de Puzzo † (1735 - 1740)
- Benedetto Maria d'Ambrosio † (1740 - 1745)
- Filippo Maria de Pace † (1745 - 1749)
- Bernardo Odierna † (1750 - 1756)
- Giulio Andrea de Palma † (1756 - 1763)
- Pietro Maria Bersanti † (1763 - 1765)
- Angelo Maria de Rossi † (1765 - 1768)
- Isidoro del Tufo † (1768 - 1772)
- Alferio Gaetano Dattilo † (1772 - 1778)
- Tiberio Ortiz † (1778 - 1781)
- Raffaele Pasca † (1781 - 1787)
- Alferio Mirano † (1788 - 1792)
- Tommaso Capomazza † (1793 - 1801)
- Carlo Mazzacane di Omignano † (1801 - 1824)
- Giulio Maria d'Amato † (1824 - 1828)
- Luigi Bovio † (1828 - 1829)
- Eugenio Maria Villaraut † (1829 - 1833)
- Giuseppe Cavaselice † (1833 - 1840)
- Luigi Marincola † (1840 - 1844)
- Pietro Candida † (1844 - 1849)
- Onofrio Granata † (1850 - 1858)
- Giuseppe Frisari † (1858 - 1859)
- Giulio de Ruggiero † (1859 - 1878)
- Michele Morcaldi † (27 agosto 1878 - 6 febbraio 1894 deceduto)
- Benedetto Bonazzi † (20 dicembre 1894 - 9 giugno 1902 nominato arcivescovo di Benevento)
- Silvano de Stefano † (1902 - 1908 deceduto)
- Angelo Maria Ettinger † (4 febbraio 1910 - 29 giugno 1918 deceduto)
- Giuseppe Placido Maria Nicolini † (18 agosto 1919 - 22 giugno 1928 nominato vescovo di Assisi)
- Ildefonso Rea † (22 febbraio 1929 - 21 novembre 1945 nominato abate di Montecassino)
- Mauro De Caro † (21 marzo 1946 - 18 maggio 1956 deceduto)
- Fausto Mezza † (21 ottobre 1956 - 1967 deceduto)
- Eugenio De Palma † (1967 - 1969 deceduto)
  - Sede vacante (1969-1979)
- Michele Alfredo Marra † (15 ottobre 1979 - 16 novembre 1992 ritirato)[13]
  - Sede vacante (1992-1995)[14]
- Benedetto Maria Salvatore Chianetta † (20 maggio 1995 - 23 ottobre 2010 dimesso)
  - Sede vacante (2010-2013)[15]
- Michele Petruzzelli, dal 14 dicembre 2013

## Statistiche
L'abbazia territoriale nel 2023 su una popolazione di 36 persone contava 36 battezzati, corrispondenti al 100,0% del totale.
| anno | popolazione | popolazione | popolazione | presbiteri | presbiteri | presbiteri | presbiteri                | diaconi | religiosi | religiosi | parrocchie |
| anno | battezzati  | totale      | %           | numero     | secolari   | regolari   | battezzati per presbitero | diaconi | uomini    | donne     | parrocchie |
| ---- | ----------- | ----------- | ----------- | ---------- | ---------- | ---------- | ------------------------- | ------- | --------- | --------- | ---------- |
| 1950 | 21.000      | 21.100      | 99,5        | 57         | 27         | 30         | 368                       |         | 35        | 34        | 17         |
| 1970 | 25.000      | 25.000      | 100,0       | 47         | 23         | 24         | 531                       |         | 32        | 70        | 23         |
| 1999 | 5.000       | 5.000       | 100,0       | 15         | -          | 15         | 333                       |         | 21        | 3         | 4          |
| 2000 | 5.000       | 5.000       | 100,0       | 16         | -          | 16         | 312                       |         | 21        | 9         | 4          |
| 2001 | 5.000       | 5.000       | 100,0       | 18         | 1          | 17         | 277                       | 1       | 23        | 9         | 4          |
| 2002 | 6.500       | 6.500       | 100,0       | 15         | -          | 15         | 433                       | 1       | 23        | 15        | 4          |
| 2003 | 7.000       | 7.000       | 100,0       | 17         | 2          | 15         | 411                       | 1       | 22        | 15        | 4          |
| 2004 | 7.200       | 7.200       | 100,0       | 17         | 2          | 15         | 423                       | 1       | 21        | 15        | 4          |
| 2013 | 8.000       | 8.000       | 100,0       | 4          | 1          | 3          | 2.000                     | 1       | 12        |           | 4          |
| 2016 | 20          | 20          | 100,0       | 4          |            | 4          | 5                         |         | 7         |           | 1          |
| 2019 | 20          | 20          | 100,0       | 5          |            | 5          | 4                         |         | 7         |           | 1          |
| 2021 | 20          | 20          | 100,0       | ?          |            | ?          | ?                         |         | ?         |           | 2          |
| 2021 | 36          | 36          | 100,0       | 4          |            | 4          | 9                         |         | ?         |           | 2          |